# Hoogste van Brugge
Hoogste van Brugge is een straat in Brugge.

## Beschrijving
Thans is het minder zichtbaar, als gevolg van de stelselmatige nivellering van straten, maar in de middeleeuwen moet het snel zijn opgevallen dat zich op die plek in de stad een noemenswaardige verhevenheid bevond.
Er zijn hiervan in de documenten vroege sporen te vinden:
- 1336: up den houc van den straaetkin dat men heet thgooghste van Brucghe;
- 1360: bi den Zande, in 't straaetkin tende der Vulderstrate, dat men heet 't Hogeste van Brucghe;
- 1399: up 't hogeste van Brucghe.

In de Franse tijd werd dit vertaald als Haut de Bruges.
Naast de lager gelegen 'Meers' viel deze verhevenheid op.
De fotogrammetrische opmeting van de historische binnenstad, uitgevoerd in 1974, heeft aangetoond dat de plek met zijn 16 meter boven de zeespiegel de hoogste van Brugge was.
De nauwe straat loopt, in winkelhaak, van de Zuidzandstraat naar de Westmeers. Ze dient voornamelijk als de achterzijde van de langs 't Zand gevestigde hotels.

## Literatuur

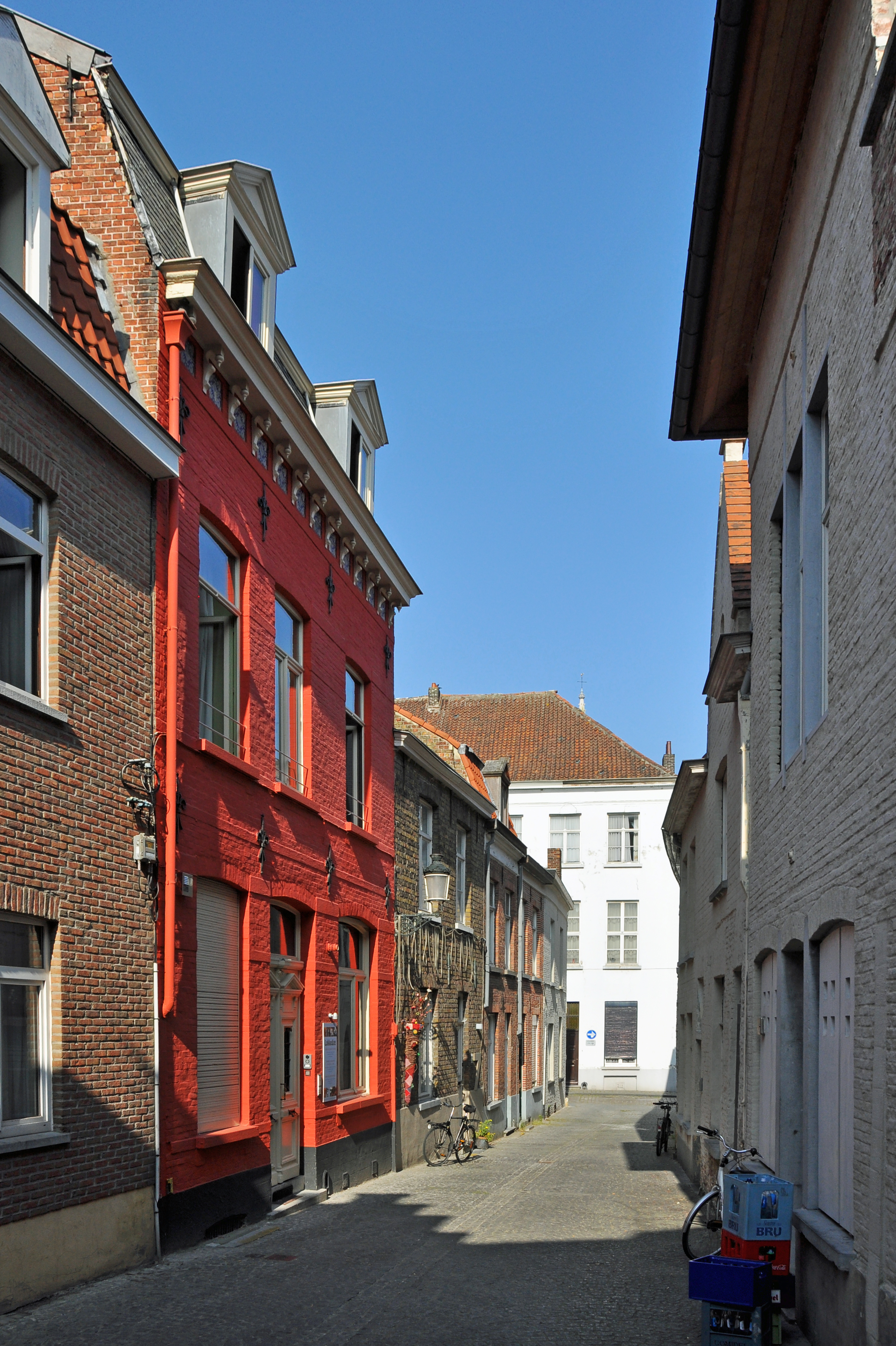
Het Hoogste van Brugge in de richting van de Westmeers
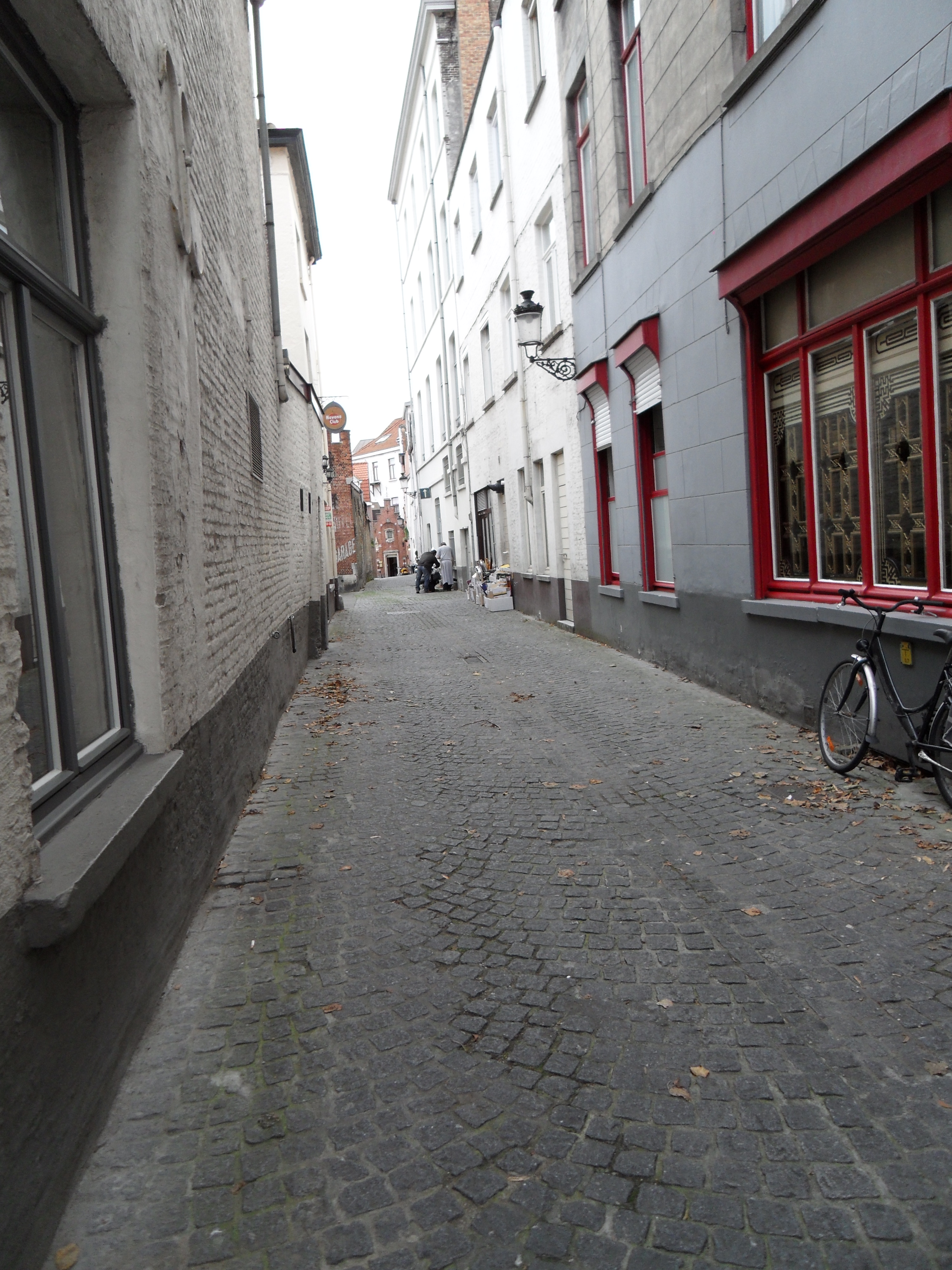
Het Hoogste van Brugge